# Idrissa Doumbia
Idrissa Doumbia (Yamoussoukro, Costa de Marfil, 14 de abril de 1998) es un futbolista marfileño. Juega de centrocampista y su equipo es el Al-Ahli S. C. de la Liga de fútbol de Catar.

## Trayectoria
Comenzó su carrera deportiva en el ES Bingerville de su país y en 2016 firmó por el R. S. C. Anderlecht de Bélgica. Al año siguiente fue cedido al SV Zulte Waregem y en 2018 fue traspasado al Ajmat Grozni. 
En enero de 2019 firmó por el Sporting de Lisboa, equipo con el que ganó una Copa de Portugal.
El 4 de octubre de 2020 fue cedido una temporada a la Sociedad Deportiva Huesca. La campaña siguiente regresó al S. V. Zulte Waregem en una nueva cesión. Siguió acumulando préstamos en la temporada 2022-23, siendo el Alanyaspor su destino.
En junio de 2023 abandonó definitivamente la entidad lisboeta después de fichar por el Al-Ahli S. C. catarí.

## Selección nacional
Es internacional en las categorías inferiores de selección de fútbol de Costa de Marfil. 

## Clubes
| Club                         | País            | Año       |
| ---------------------------- | --------------- | --------- |
| ES Bingerville               | Costa de Marfil | 2015-2016 |
| R. S. C. Anderlecht          | Bélgica         | 2016-2018 |
| S. V. Zulte Waregem (cedido) | Bélgica         | 2017-2018 |
| Ajmat Grozni                 | Rusia           | 2018      |
| Sporting de Lisboa           | Portugal        | 2019-2023 |
| S. D. Huesca (cedido)        | España          | 2020-2021 |
| S. V. Zulte Waregem (cedido) | Bélgica         | 2021-2022 |
| Alanyaspor (cedido)          | Turquía         | 2022-2023 |
| Al-Ahli S. C.                | Catar           | 2023-     |

## Palmarés

### Títulos nacionales
| Título                      | Club                | País     | Año  |
| --------------------------- | ------------------- | -------- | ---- |
| Primera División de Bélgica | R. S. C. Anderlecht | Bélgica  | 2017 |
| Copa de Portugal            | Sporting de Lisboa  | Portugal | 2019 |

### Títulos internacionales
| Título                    | Equipo          | Sede            | Año  |
| ------------------------- | --------------- | --------------- | ---- |
| Copa Africana de Naciones | Costa de Marfil | Costa de Marfil | 2023 |